# Tahuantinsuyoa
Tahuantinsuyoa és un gènere de peixos pertanyent a la família dels cíclids.

## Distribució geogràfica
Es troba a Sud-amèrica.

## Taxonomia
- Tahuantinsuyoa chipi (Kullander, 1991)[5]
- Tahuantinsuyoa macantzatza (Kullander, 1986)[1][6][7][8][9][10][11]